# Dicladocerus japonicus
Dicladocerus japonicus är en stekelart som först beskrevs av William Harris Ashmead 1904.  Dicladocerus japonicus ingår i släktet Dicladocerus och familjen finglanssteklar. Inga underarter finns listade i Catalogue of Life.